# Struvenhütten
Struvenhütten er en by og en kommune i det nordlige Tyskland, beliggende i Amt Kisdorf i den vestlige del af Kreis Segeberg. Kreis Segeberg ligger i den sydøstlige del af delstaten Slesvig-Holsten.

## Geografi
Struvenhütten ligger omkring 26 km nord for Norderstedt og 13 km sydøst for Bad Bramstedt. I kommunen ligger ud over Struvenhütten, landsbyen Bredenbekshorst. Vest for kommunen går motorvejen A 7 fra Hamborg mod Flensborg og mod nord går Bundesstraße B 206 fra Itzehoe mod Bad Segeberg og mod øst B 432 fra Norderstedt mod Bad Segeberg.